# Cristina Ali Farah
Cristina Ubah Ali Farah (Verona, 29 de mayo de 1973) es una escritora italiana.

## Biografía
De madre italiana y padre somalí, nació en Verona y se mudó a los tres años a Mogadiscio, donde vivió hasta el inicio de la guerra civil en 1991. Más tarde se estableció en Pécs, regresó a Italia, a Verona y luego Roma, donde estudió en La Sapienza y vivió también en Bruselas.
Ha colaborado con varias ONG y es presidenta de la agencia Migra, redactora del diario Caffè y colaboradora en publicaciones como La Repubblica, Malepeggio, l'Eruopeo, Magiordomus, Accatone o Liberazione.

## Obra
- Ai confini del verso. Poesia della migrazione in italiano , 2006.
- A New Map: The poetry of Migrant Writers in Italy, 2007
- Madre piccola, 2014